# Algiers (2024)
Algiers (em árabe: 196 متر; romaniz.: 196 metres) é um filme de suspense e mistério de 2024 escrito, trilhado, coeditado e dirigido por Chakib Taleb-Bendiab em sua estreia na direção. Uma coprodução internacional entre Argélia, Tunísia, França e Canadá, o filme é estrelado por Meriem Medjkane, Nabil Asli e Hichem Mesbah. Ganhou o Grand Prix Award no 28º Festival Internacional de Cinema de Rhode Island.
Foi selecionado como a inscrição argelina para Melhor Longa-Metragem Internacional no 97º Oscar, mas não foi indicado.

## Enredo
Dounia é uma psiquiatra profissional que, juntamente com o inspetor de polícia Sami, navega pelas sombras perturbadoras do passado da Argélia para desvendar o mistério do desaparecimento de uma menina.

## Elenco
- Meriem Medjkane
- Nabil Asli
- Hichem Mesbah
- Ali Namous
- Chahrazad Kracheni
- Slimane Benouari
- Mahfoud Berkane
- Aziz Boukrouni
- Hamida Aït el Hadj
- Brahim Derris
- Niddal El Mellouhi
- Mohamed Frimehdi
- Slimane Bourdous
- Souad Sebki

## Lançamento
Teve sua estreia mundial em 9 de agosto de 2024, no 28º Festival Internacional de Cinema de Rhode Island. Os direitos de distribuição foram vendidos à K-Films America para lançamento nos cinemas canadenses, enquanto a Mad Solutions adquiriu os direitos internacionais.